# 罗布·布莱克
罗布·布莱克（英語：Rob Blake，1969年12月10日—），加拿大男子冰球运动员。他曾代表加拿大国家队参加1998年、2002年和2006年冬季奥林匹克运动会冰球比赛，其中2002年冬季奥运会获得一枚金牌。